# William Willis Garth
William Willis Garth (* 28. Oktober 1828 in Morgan County, Alabama; † 25. Februar 1912 in Huntsville, Madison County, Alabama) war ein US-amerikanischer Rechtsanwalt und Politiker (Demokratische Partei).

## Werdegang
William Willis Garth ging klassischen Studienfächern in Lagrange (Virginia) und am Emory and Henry College in Emory (Virginia) nach. Er studierte Jura an der University of Virginia in Charlottesville, bekam seine Zulassung als Anwalt und fing dann in Huntsville (Alabama) an zu praktizieren. Nach dem Ausbruch des Amerikanischen Bürgerkrieges war er als Lieutenant Colonel im Stab von General Longstreet in der Konföderiertenarmee tätig.
Garth wurde in den 45. US-Kongress gewählt. Bei seiner Kandidatur 1878 in den 46. US-Kongress erlitt er eine Niederlage. Er war im US-Repräsentantenhaus vom 4. März 1877 bis zum 3. März 1879 tätig. Danach nahm er wieder seine Tätigkeit als Anwalt auf. Garth starb 1912 in Huntsville (Alabama) und wurde dann auf dem Maple Hill Cemetery beigesetzt.